# Finale del campionato NFL 1961
La finale del campionato NFL 1961 è stata la 29ª del campionato della NFL. La gara si tenne il 31 dicembre 1961 al City Stadium di Green Bay tra Green Bay Packers e New York Giants.
Ray Nitschke, Boyd Dowler e Paul Hornung stavano tutti per lasciare la squadra per svolgere il servizio militare. Paul Hornung segnò 19 punti per i Packers e fu premiato come miglior giocatore della partita. Questo vittoria fu la prima di cinque titoli in sette anni per i Packers e il loro allenatore, Vince Lombardi.

## Marcature
Primo quarto
- Nessuno

Secondo quarto
- GB- Hornung: touchdown su corsa da 7 yard (extra point trasformato da Hornung) 7-0 GB
- GB- Dowler: touchdown su passaggio da 13 yard di Starr (extra point trasformato da Hornung) 14-0 GB
- GB- Kramer: touchdown su passaggio da 14 yard di Starr (extra point trasformato da Hornung) 21-0 GB
- GB- Hornung: field goal da 17 yard 24-0 GB

Terzo quarto
- GB- Hornung: field goal da 22 yard 27-0 GB
- GB- Kramer: touchdown su passaggio da 13 yard di Starr (extra point trasformato da Hornung) 34-0 GB

Quarto quarto
- GB- Hornung: field goal da 19 yard 37-0 GB